# 虫草钩蝠蛾
虫草钩蝠蛾（学名：Thitarodes armoricanus，蝙蝠蛾科钩蝠蛾属的一种，主要分布于中国青藏高原地区。本种的幼虫被冬虫夏草（Ophiocordyceps sinensis）寄生后，头部长出子座，形成名贵药材—冬虫夏草。原属蝠蛾属，故旧称虫草蝠蛾、虫草蝙蝠蛾。

## 分类
本种原属于蝠蛾属（Hepialus）。2010，邹志文等根据中国境内记录的蝠蛾属种类在生殖器形态上存在明显不同，以及根据CytB基因片段构建的系统进化树结果，将中国境内的大部分蝠蛾属物种分别归入拟蝠蛾属（Parahepialus）、无钩蝠蛾属（Ahamus）和钩蝠蛾属（Thitarodes）等3个属中，本种归入钩蝠蛾属。

## 寄主
主要以珠芽蓼、圆穗蓼、长小苞蔓黄芪、小大黄等及多种高山草甸植物的嫩根、芽、茎为寄主。